# Coppa Italia 2022-2023 (pallamano maschile)
La Coppa Italia di pallamano 2022-2023 è stata la 38ª edizione della coppa nazionale di pallamano maschile.
La competizione si è svolta dal 2 al 5 febbraio 2023 all'RDS Stadium di Rimini.
A vincere il trofeo è stato il Brixen, per la terza volta nella sua storia, che ha sconfitto in finale la Junior Fasano per 31-30.

## Formula
Il torneo si disputa con la formula delle Final Eight. Le otto squadre ammesse sono le prime otto classificate al termine del girone d'andata della Serie A Gold 2022-23.
La vincitrice della manifestazione si aggiudica un posto in EHF European Cup per la stagione successiva. Nel caso la vincitrice si sia già qualificata per qualsiasi coppa europea durante il campionato, la qualificazione viene assegnata alla finalista.

## Squadre partecipanti
Il 3 dicembre sono state decretate la otto squadre partecipanti. Il 5 dicembre però, la Corte Sportiva d'Appello ha ribaltato la decisione del Giudice Sportivo nazionale riguardo l'esclusione del Secchia Rubiera dal campionato, riammettendola. La squadra emiliana aveva saltato tre partite valide per il girone d'andata, che dovevano essere recuperate per decretare la posizione delle squadre qualificate. L'11 gennaio 2023, con il recupero tra Cassano Magnago e Secchia Rubiera completato, si hanno le otto squadre qualificate alla rassegna.
- Prima classificata: SSV Brixen Handball
- Seconda classificata: Pallamano Conversano 1973
- Terza classificata: Sidea Group Junior Fasano
- Quarta classificata: Alperia Meran
- Quinta classificata: Pressano Cassa di Trento
- Sesta classificata: SSV Bozen Loacker
- Settima classificata: Raimond Sassari
- Ottava classificata: Cassano Magnago Handball Club

## Risultati
|  | Quarti di finale | Quarti di finale | Quarti di finale |               |            | Semifinali | Semifinali | Semifinali |  |  | Finale | Finale | Finale |  |
|  |                  |                  |                  |               |            |            |            |            |  |  |        |        |        |  |
|  | 1                | Brixen           | 31               |               |            |            |            |            |  |  |        |        |        |  |
|  | 1                | Brixen           | 31               |               |            |            |            |            |  |  |        |        |        |  |
|  | 8                | Cassano Magnago  | 21               |               |            |            |            |            |  |  |        |        |        |  |
|  | 8                | Cassano Magnago  | 21               |               | Brixen     | Brixen     | 26         |            |  |  |        |        |        |  |
|  |                  |                  |                  |               | Brixen     | Brixen     | 26         |            |  |  |        |        |        |  |
|  |                  |                  | Meran            | Meran         | 23         |            |            |            |  |  |        |        |        |  |
|  | 4                | Meran            | Meran            | Meran         | 23         | 29         |            |            |  |  |        |        |        |  |
|  | 4                | Meran            |                  |               |            |            |            |            |  |  |        |        |        |  |
|  | 5                | Pressano         | 24               |               |            |            |            |            |  |  |        |        |        |  |
|  | 5                | Pressano         | 24               |               | Brixen     | Brixen     | 31         |            |  |  |        |        |        |  |
|  |                  |                  |                  |               |            |            |            |            |  |  |        |        |        |  |
|  |                  |                  | Junior Fasano    | Junior Fasano | 30         |            |            |            |  |  |        |        |        |  |
|  | 2                | Conversano       | Junior Fasano    | Junior Fasano | 30         | 32         |            |            |  |  |        |        |        |  |
|  | 2                | Conversano       |                  |               |            |            |            |            |  |  |        |        |        |  |
|  | 7                | Sassari          | 28               |               |            |            |            |            |  |  |        |        |        |  |
|  | 7                | Sassari          | 28               |               | Conversano | Conversano | 27         |            |  |  |        |        |        |  |
|  |                  |                  |                  |               | Conversano | Conversano | 27         |            |  |  |        |        |        |  |
|  |                  |                  | Junior Fasano    | Junior Fasano | 30         |            |            |            |  |  |        |        |        |  |
|  | 3                | Junior Fasano    | Junior Fasano    | Junior Fasano | 30         | 44         |            |            |  |  |        |        |        |  |
|  | 3                | Junior Fasano    |                  |               |            |            |            |            |  |  |        |        |        |  |
|  | 6                | Bozen            | 30               |               |            |            |            |            |  |  |        |        |        |  |

### Quarti di finale
| Arbitri: | C. Dionisi S. Maccarone (L'Aquila) |

|           |           |           |
| Nelson 10 | Marcatori | Hamouda 9 |

| Arbitri: | G. Fato L. Guarini (Fasano) |

|             |           |           |
| Bulzamini 8 | Marcatori | Salvati 6 |

| Arbitri: | C. Cardone L. Cardone (Napoli) |

|               |           |          |
| M. Prantner 6 | Marcatori | Medina 6 |

| Arbitri: | G. S. Merisi (Gallarate) A. Pepe (Sassari) |

|             |           |            |
| Pugliese 10 | Marcatori | Turković 8 |

### Semifinali
| Arbitri: | C. Dionisi S. Maccarone (L'Aquila) |

|          |           |           |
| Wróbel 8 | Marcatori | Östling 8 |

| Arbitri: | M. Carrino S. Pellegrino (Napoli) |

|           |           |          |
| Dapiran 9 | Marcatori | Cuello 7 |

### Finale
| Arbitri: | G. S. Merisi (Gallarate) A. Pepe (Sassari) |

| |           | |
| Stricker 8 Dapiran 6 A. Iballi 5 Kholodiuk 5 Bulzamini 3 Arcieri 1 E. Iballi 1 Sonnerer 1 Volarević 1 | Marcatori | Pugliese 7 Östling 5 Järlstam 5 Angiolini 4 Cantore 2 Notarangelo 2 Petrovski 2 Sperti 2 Messina 1 |